# Samuelsia sheikhii
Samuelsia sheikhii är en svampart som beskrevs av P. Chaverri & K.T. Hodge 2008. Samuelsia sheikhii ingår i släktet Samuelsia och familjen Clavicipitaceae.   Inga underarter finns listade i Catalogue of Life.